# Station Tourville
Station Tourville la Rivière is een spoorwegstation in de Franse gemeente Tourville-la-Rivière.